# Хорлофф
Хорлофф (нем. Horloff) — река в Германии, протекает по земле Гессен. Площадь бассейна реки составляет 279,218 км². Длина реки — 44,5 км. Высота истока 524 м. Приток Нидды, относится к речной системе Рейна.
Река поднимается от города Шоттена, протекает через район Фогельсберг, течёт в направлении Руппертсбурга, где на высоте около 25 км выше устья находится единственный гидрологический пост на реке. Затем она пересекает природный заповедник Кухвайде, где близ самого маленького района в муниципалитете Эцхелль, Грунд-Швальхайма, на Хорлоффе стоит мельница, упоминаемая с XIII века.